# Malacorhynchus scarletti
Malacorhynchus scarletti je vyhynulý druh kachny, který se endemicky vyskytoval na Novém Zélandu. Tato kachna vyhynula někdy mezi 13. a 18. stoletím následkem tlaku maorských lovců a snad i kvůli predaci vajec krysou ostrovní.

## Systematika
Druh formálně popsal americký ornitolog Storrs L. Olson v roce 1977. Druhové jméno scarletti je připomínkou novozélandského paleozoologa Rona Scarletta (1911–2002). Nejbližším příbuzným Malacorhynchus scarletti a jediným dalším zástupcem rodu Malacorhynchus je lžičák širokozobý (Malacorhynchus membranaceus) z Austrálie.

## Popis
Malacorhynchus scarletti byl statný lžičák o váze kolem 800 g, což je asi dvakrát více než u lžičáka širokozobého. Malacorhynchus scarletti měl výrazný, dorzoventrálně zploštělý zobák, ze kterého se usuzuje, že se se tento lžičák krmil filtrováním drobných bezobratlých živočichů v mělkých vodách. Stavba kostry napovídá, že se jednalo o zdatného letce.

## Výskyt
Subfosilie druhu pochází z mnoha koutů Nového Zélandu, jako je severní Otago, Canterburské pláně (východní Canterbury), Marlborough, Hawke’s Bay a dokonce i Chathamské ostrovy. Početnost nálezů je však velmi nízká, z čehož se usuzuje, že tento lžičák měl geograficky rozsáhlé rozšíření, avšak nikdy nebyl příliš hojný. Je možné, že to nízká početnost byla důsledkem silné teritoriality a nízkého počtu vhodných stanovišť, která představovala močálovitá, mělká jezera v otevřené krajině.

## Vyhynutí
K vyhynutí Malacorhynchus scarletti došlo někdy mezi osídlením Nového Zélandu Polynésany (konec 13. století) a příchodem Evropanů (18. století). Podle kosterních pozůstatků v maorských sídlištích lze usuzovat, že lžičák byl novozélandskými domorodci kdysi loven. Polynésané na Nový Zéland zavlekli krysu ostrovní, která patrně mohla požírat vejce lžičáků.